# Rezerwat przyrody Brzeziny

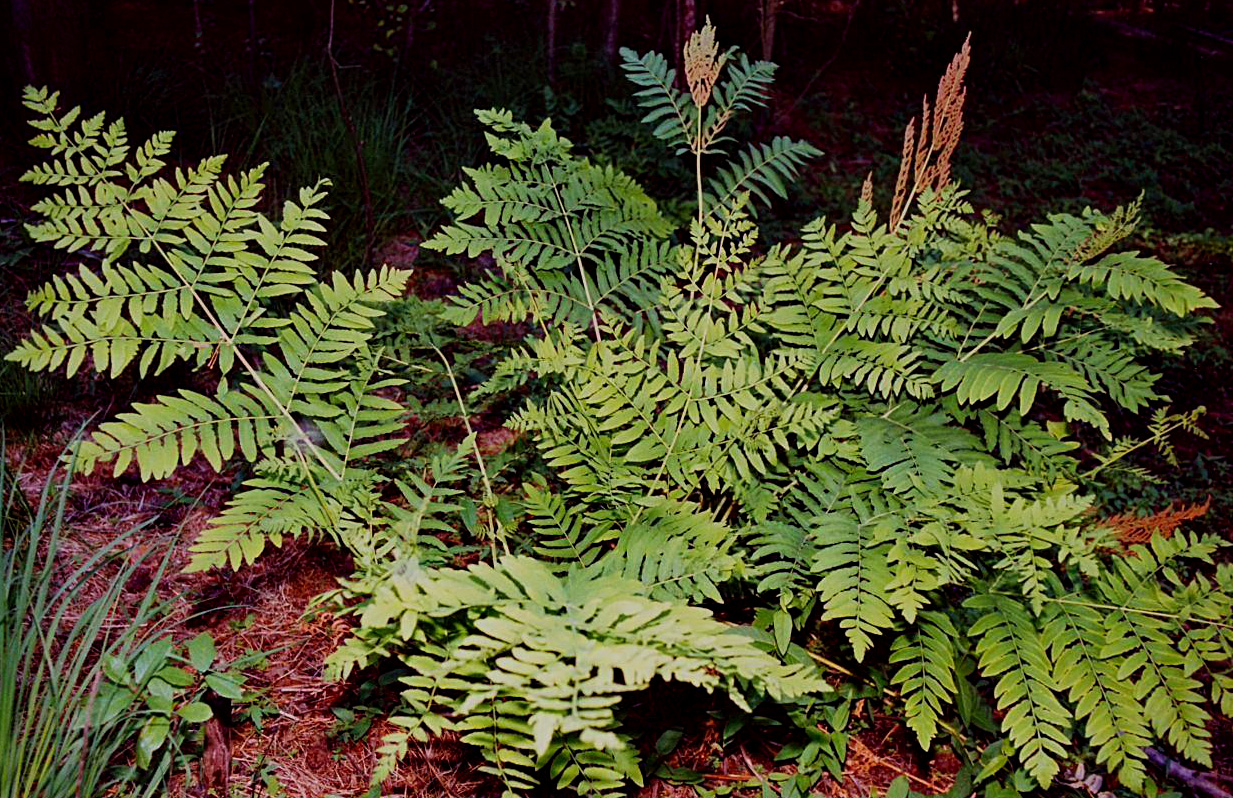
Długosz królewski

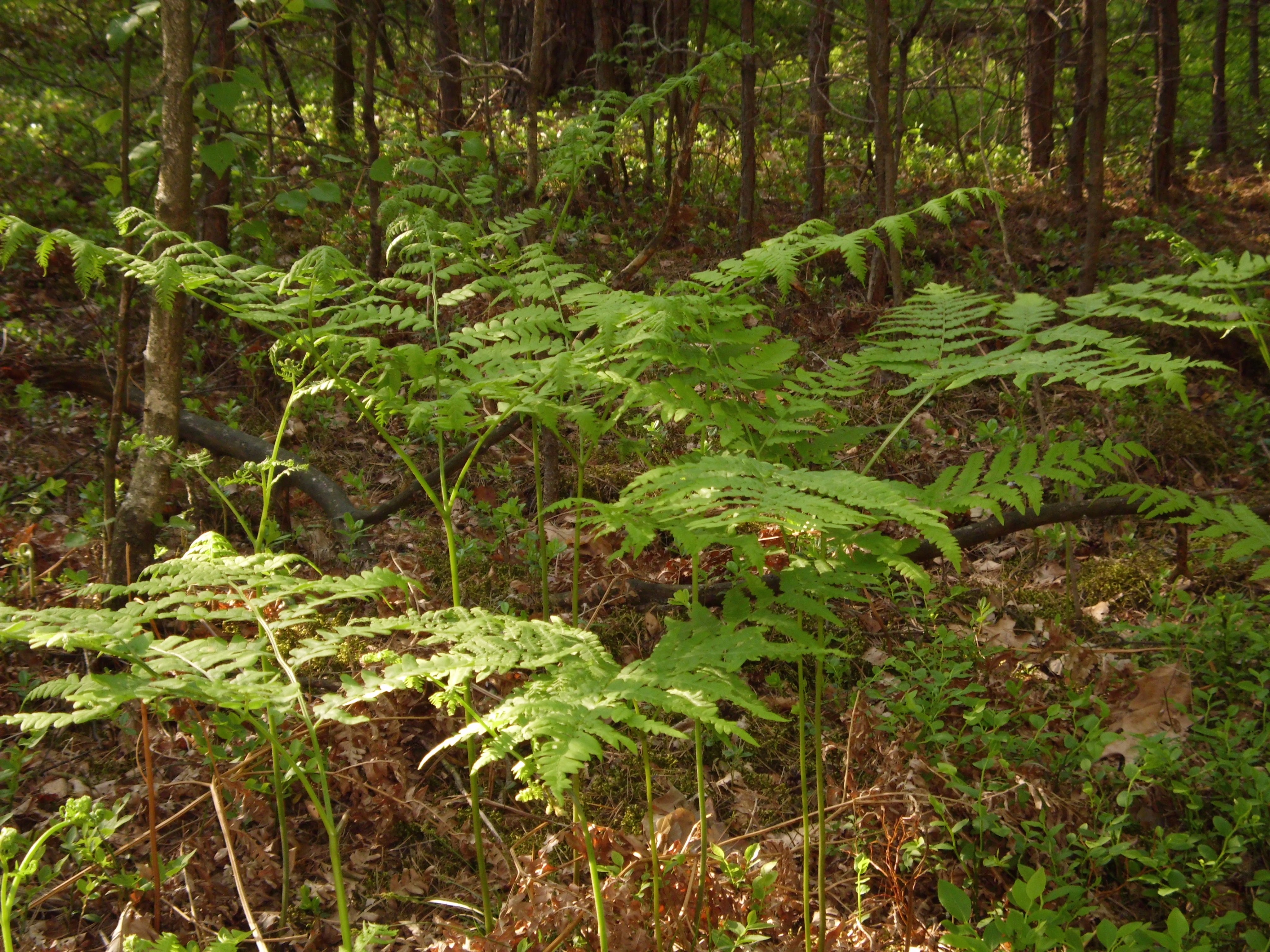
Orlica pospolita w rezerwacie przyrody Brzeziny

Rezerwat przyrody Brzeziny – rezerwat florystyczny utworzony 15 lipca 1958 roku ze względu na ochronę stanowiska największej polskiej paproci długosza królewskiego (Osmunda regalis). Obejmuje on powierzchnię 4,41 ha (4,81 ha według aktu prawnego z 1958 r.).

## Położenie
Rezerwat znajduje się w województwie wielkopolskim, 23 km na południowy wschód od Kalisza. Leży po południowo-wschodniej stronie wsi Brzeziny, od której to wywodzi się jego nazwa. Jest usytuowany w oddziale leśnym 252 g,h,j w obrębie leśnictwa Brzeziny Nadleśnictwa Kalisz.

## Cel ochrony
Celem ochrony jest jedno z najbardziej zasobnych stanowisk długosza królewskiego w województwie wielkopolskim. Jest to najokazalsza paproć krajowa, która na obszarze rezerwatu tworzy zwarty płat na powierzchni około 0,2 ha. Do wzrostu wymaga gleb torfowo-bagiennych o znaczącej wilgotności. Oprócz tego pojedyncze okazy można spotkać na całym obszarze rezerwatu.

## Flora
Rezerwat Brzeziny jest fragmentem lasu na siedlisku boru świeżego. Oprócz długosza królewskiego runo leśne tworzą m.in.: borówka czarna (Vaccinium myrtillus), borówka brusznica (V. vitis idea), niepospolita borówka bagienna (V. uliginosum), bagno zwyczajne (Ledum palustre) oraz wrzos zwyczajny (Calluna vulgaris).
Obszar rezerwatu obejmuje również starodrzew sosny. Drzewostan ten dzieli się na dwie warstwy, górną tworzą swobodnie rosnące, okazałe sosny z mniej licznymi okazami dębu szypułkowego (Quercus robur). Niektóre z rosnących tam drzew mierzą około 200 cm obwodu. Warstwę niższą drzewostanu porastają brzozy brodawkowate (Betula pendula), brzozy omszone (Betula pubescens), świerki (Picea abies) oraz dęby szypułkowe.
Podszyt leśny zdominowany jest przez kruszynę pospolitą (Frangula alnus) z domieszką jarzębiny (Sorbus aucuparia) oraz jałowca pospolitego (Juniperus communis) wraz z podrostami gatunków z drzewostanu.

### Aspekt fitosocjologiczny
Na obszarze rezerwatu rozróżniono trzy zespoły roślinne: śródlądowy bór wilgotny Molinio Pinetum w dwóch wariantach: typowym oraz z bagnem Ledum palustre, kontynentalny bór mieszany Qerco Pinetum, na którego obszarze znajduje się największe skupisko długosza królewskiego oraz suboceanicznego boru świeżego Leucobryo Pinetum.

## Fauna
Obszar leśny oraz pola wchodzące w granice rezerwatu zamieszkują lisy, sarny, wiewiórki oraz przechodnie dziki. Ptaki występujące na tych terenach to dzięcioły pstre, pliszki, dzikie gołębie, jastrzębie, szpaki oraz wróble.

## Podstawa prawna
- Zarządzenie Ministra Leśnictwa i Przemysłu Drzewnego z dnia 15 lipca 1958 r. w sprawie uznania za rezerwat przyrody (M.P. z 1958 r. nr 61, poz. 347)
- Obwieszczenie Woj. Wielkopolskiego z dnia 4 października 2001 r. w sprawie ogłoszenia wykazu rezerwatów przyrody utworzonych do dnia 31 grudnia 1998 r. (Dz. Urz. Woj. Wielkopolskiego Nr 123 poz. 2401)
- Zarządzenie Nr 2/10 Regionalnego Dyrektora Ochrony Środowiska w Poznaniu z dnia 25 stycznia 2010 r. w sprawie rezerwatu przyrody „Brzeziny”

## Galeria

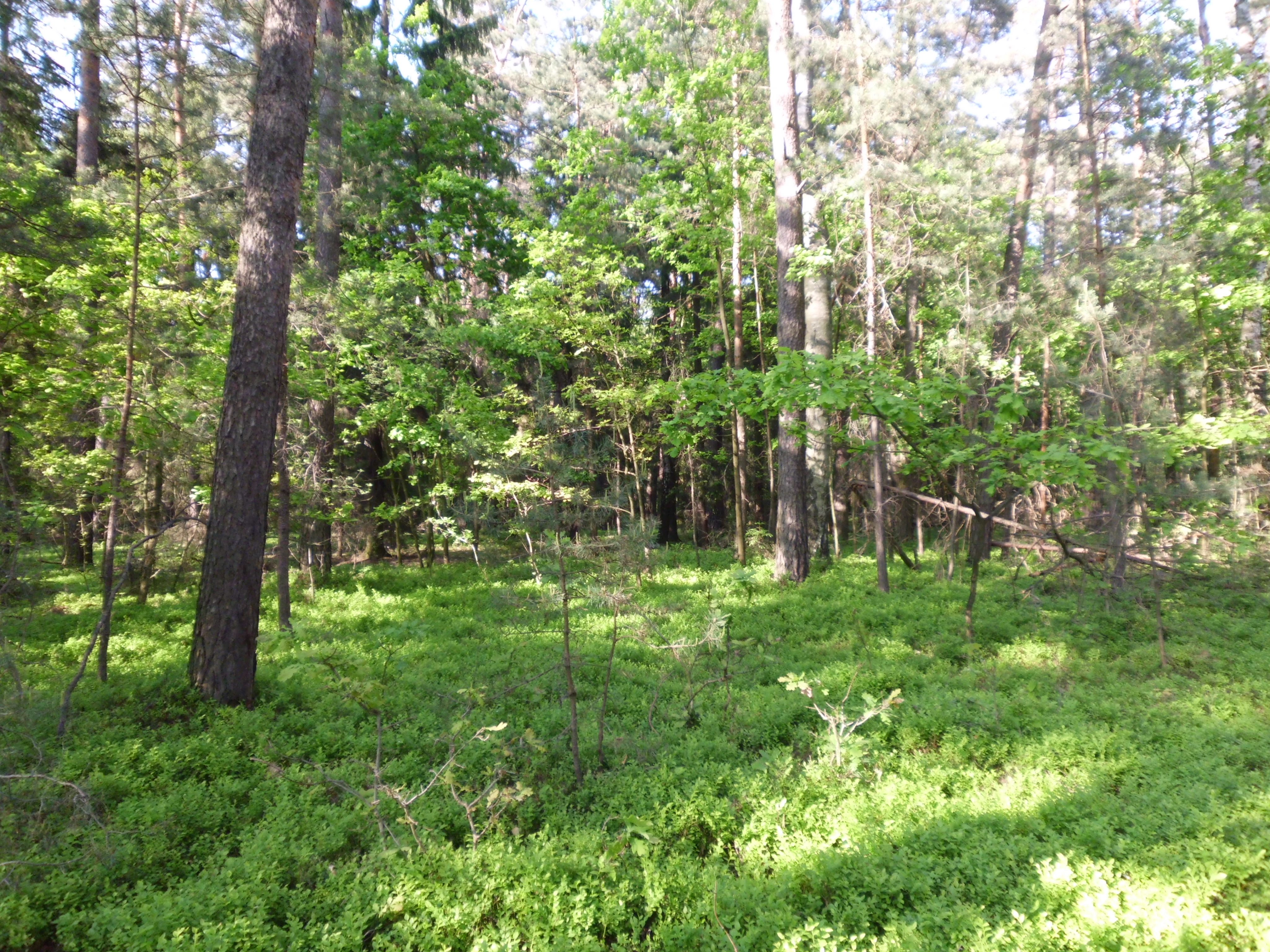
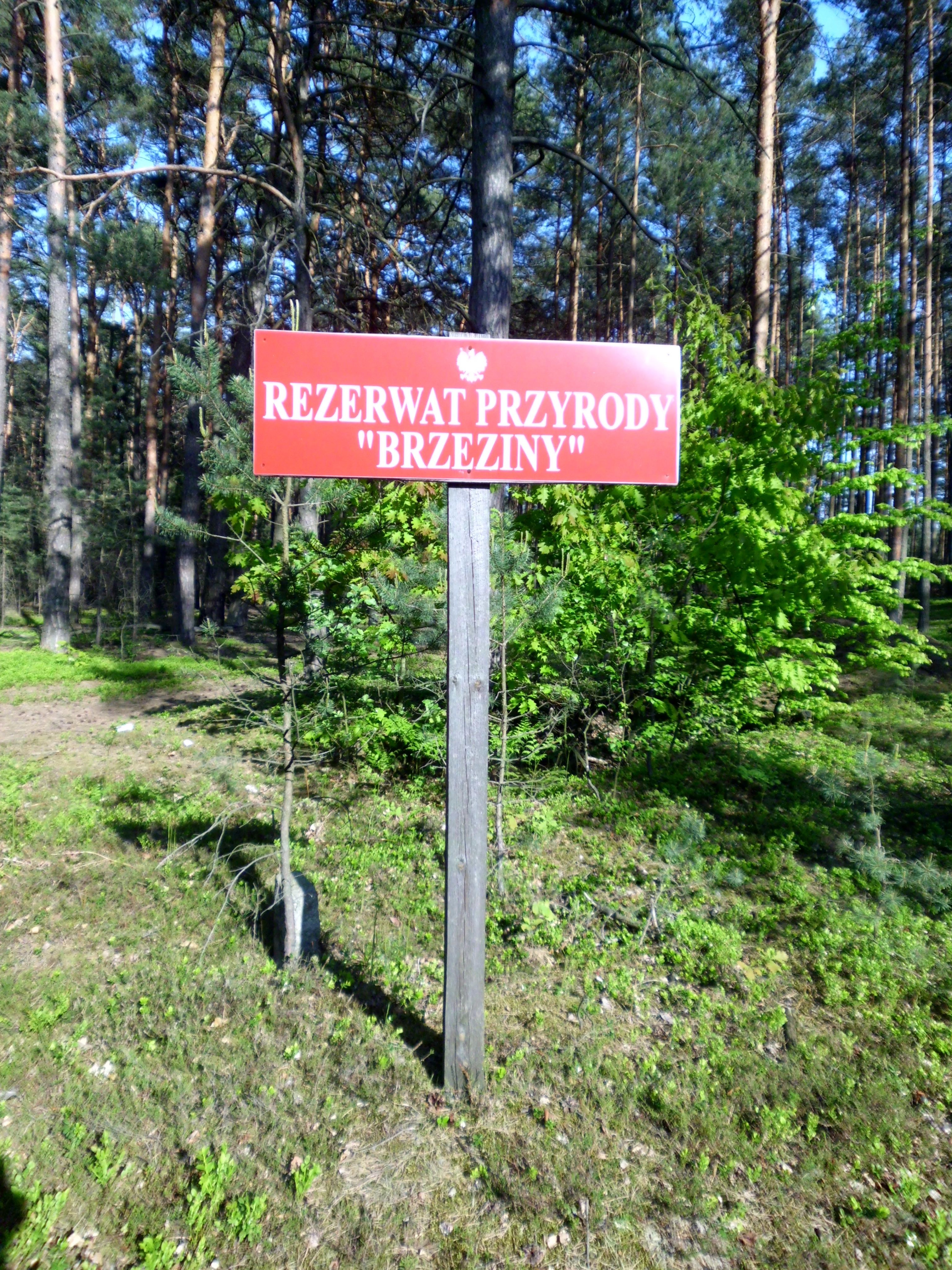
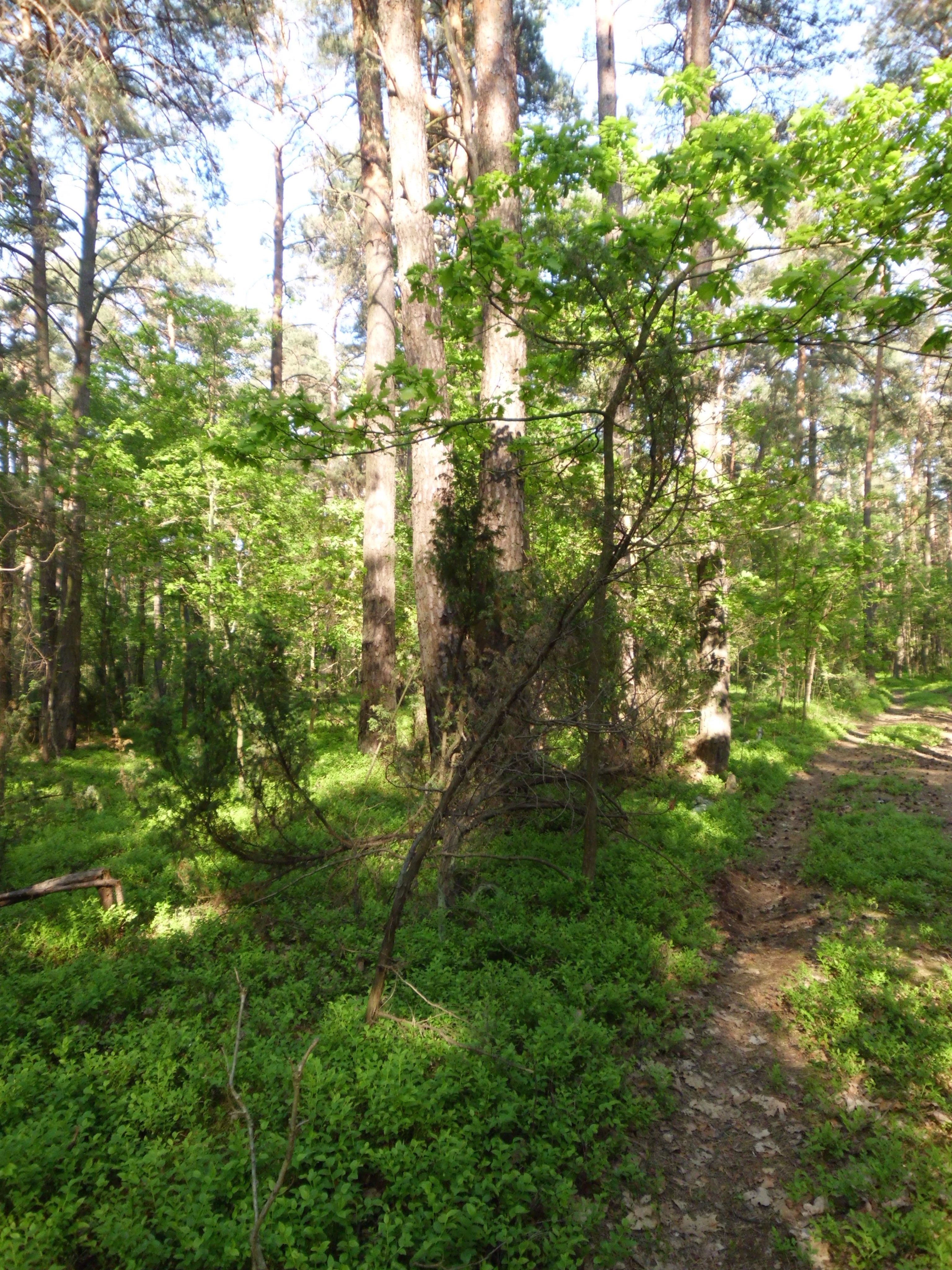
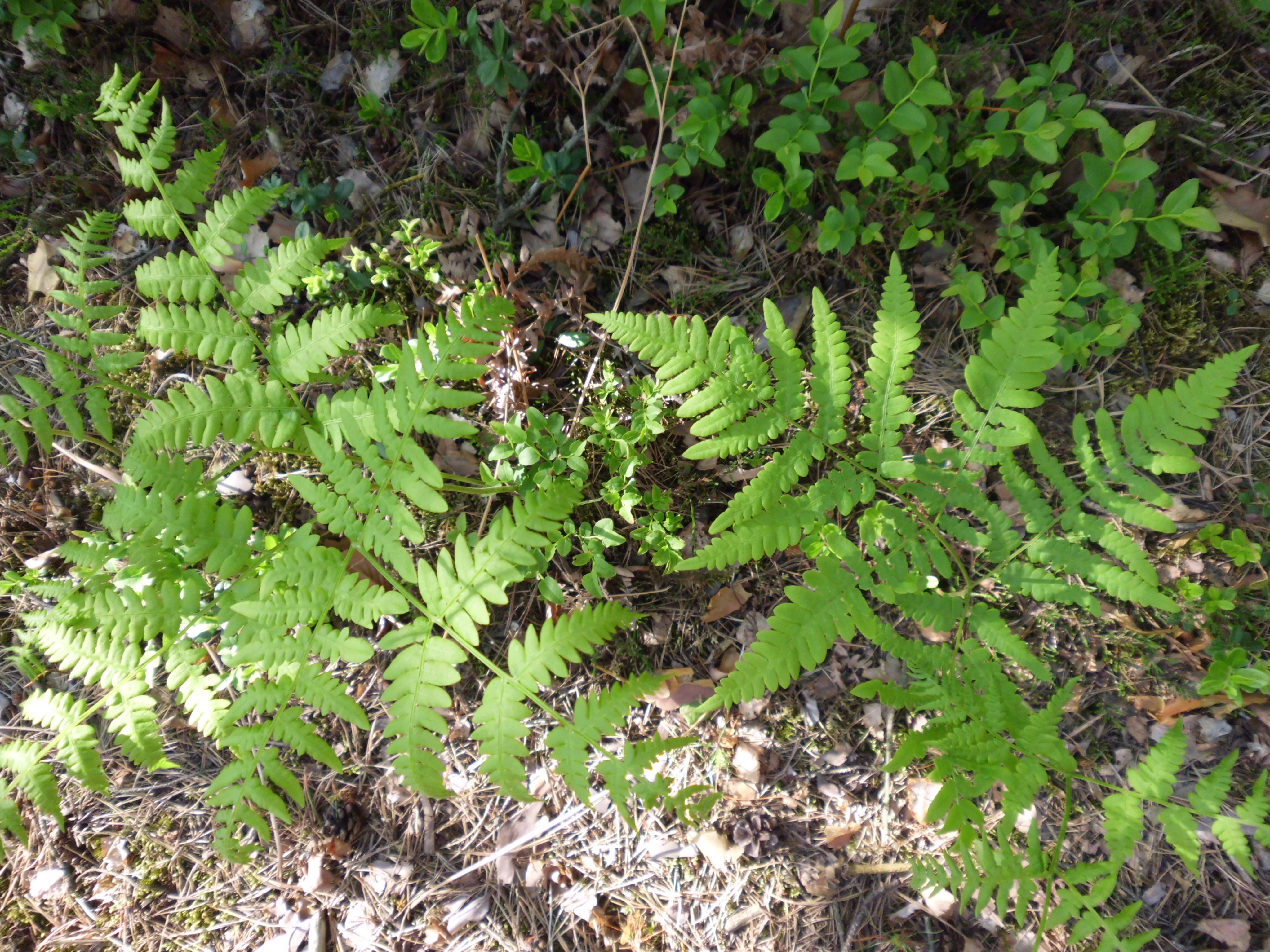
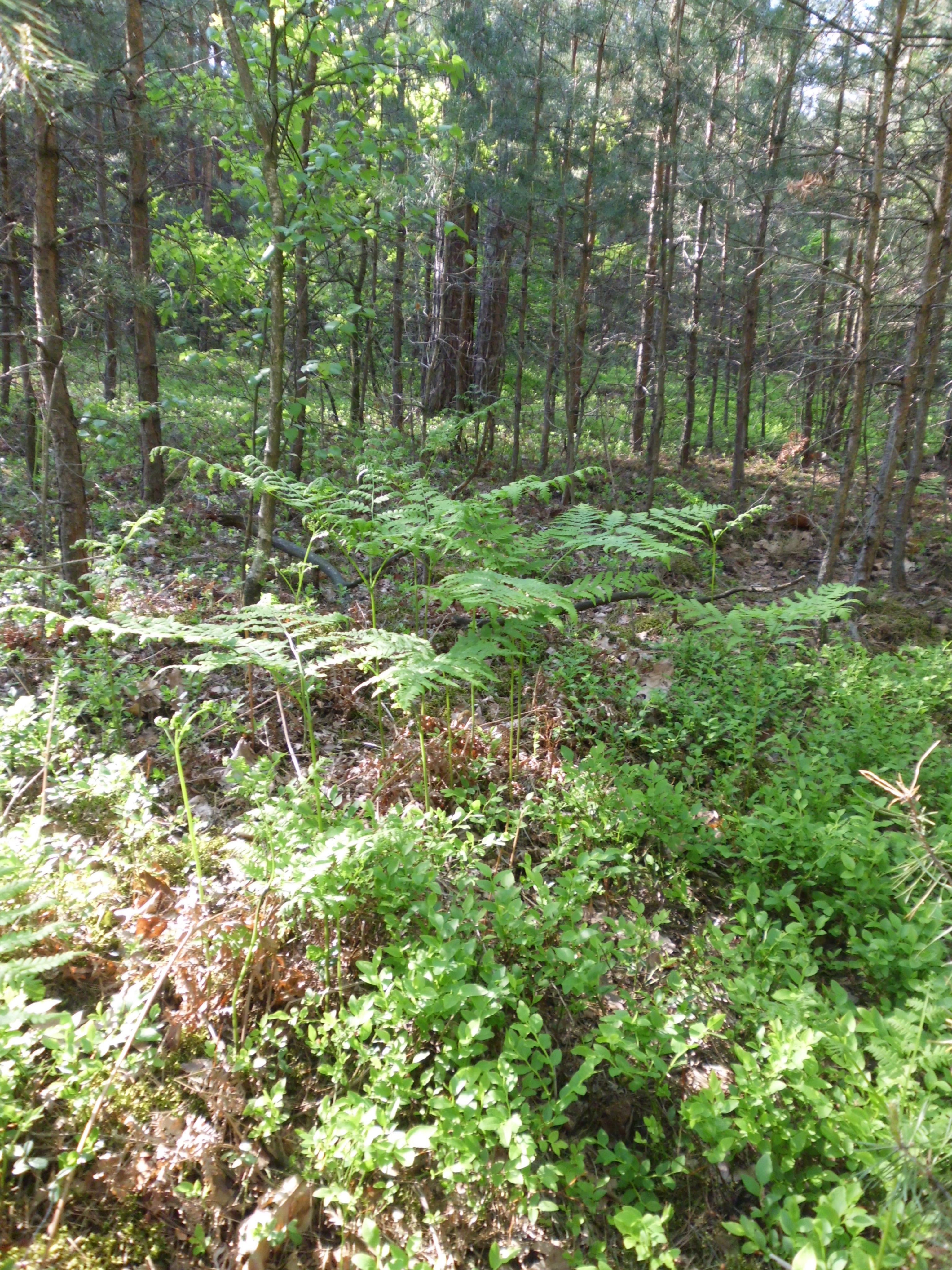